# Amergin Glúingel
Amergin Glúingel ("Rodillas blancas") (también deletreado Amhairghin Glúngheal) o Glúnmar ("rodilla grande") es un bardo, druida y juez de los Milesianos en el Ciclo Mitológico irlandés. Fue nombrado Principal Ollam de Irlanda por sus dos hermanos los reyes de Irlanda. Un número de poemas atribuidos a Amergin son parte de la mitología milesiana.
Uno de los siete hijos de Míl Espáine,  participó en la conquista milesiana de Irlanda contra los Tuatha Dé Danann, en venganza por su tío abuelo Íth, quién había sido traidoramente muerto por los tres reyes de los Tuatha Dé Danann, Mac Cuill, Mac Cecht y Mac Gréine. Aterrizaron en el estuario de Inber Scéne, nombrado por la mujer de Amergin Scéne, quién había muerto en el mar. Las tres reinas de los Tuatha Dé Danann, (Banba, Ériu y Fódla), dieron permiso para que Amergin y su pueblo se asentaran en Irlanda. Cada una de las hermanas pidió que Amergin nombrara la isla después de que cada cual de ellos, el cual  haga: Ériu es el origen del nombre moderno Éire, mientras que Banba y Fódla son utilizados como nombres poéticos para Irlanda, tal como Albión es para Gran Bretaña.
Los milesianos tuvo que ganar la isla al enfrascarse en batalla con los tres reyes, su druidas y guerreros. Amergin actuó como un juez imparcial para los partidos, poniendo las reglas del enfrascado. Los milesianos estuvieron de acuerdo en dejar la isla y retroceder a una corta distancia a de vuelta en el océano más allá de la novena ola, una frontera mágica. A una señal, se movieron hacia la playa, pero los druidas de los Tuatha Dé Danann levantaron una tormenta mágica para impedir que llegaran a tierra. Aun así, Amergin cantó una invocación llamando al espíritu de Irlanda que ha llegado a conocerse como La Canción de Amergin, y puro apartar la tormenta y traer el barco sin incidentes a tierra. Hubo grandes pérdidas de todos los  lados, con más de una batalla importante, pero los milesianos ganaron el día.  Los tres reyes de los Tuatha Dé Danann fueron muertos en solo combate por tres de los hijos sobrevivientes de Míl, Eber Finn, Érimón y Amergin. 
En su libro Dioses y Hombres Luchadores (1904), Augusta, Señora Gregory traduce La Canción de Amergin como tal:
" Soy el viento sobre el mar;
Soy la ola del mar;
Soy el toro de siete batallas;
Soy el águila sobre la piedra;
Soy un centellear del sol;
Soy la más bella de las plantas;
Soy un jabalí fuerte;
Soy un salmón en el agua;
Soy un lago en la llanura;
Soy la palabra del conocimiento;
Soy la cabeza de la lanza en batalla;
Soy el dios que pone fuego en la cabeza;
¿Quién extiende la luz en la reunión en los cerros?
¿Quién puede distinguir las edades de la luna?
¿Quién puede decir el sitio donde el sol descansa?"
Otras traducciones difieren ligeramente.
" Soy el viento sobre el mar;
Soy la ola del océano;
Soy el ciervo con siete puntas de cuerno;
Soy el halcón sobre el acantilado;
Soy un centellear del sol;
Soy la más bella de las plantas;
Soy un jabalí fuerte;
Soy un salmón en el agua;
Soy un lago en la llanura;
Soy una colina de la poesía;
Soy la palabra del conocimiento;
Soy la cabeza de la lanza en batalla;
Soy el dios que lleva fuego por cabeza;
¿Quién conoce los secretos del dolmen sin tallar?
¿Quién extiende la luz en la reunión en los cerros?
¿Quién sino yo anuncia las edades de la luna?
¿Quién sino yo puede decir el sitio donde el sol descansa?
¿Quién llama al ganado de la casa de Tethra?
¿A quién le sonríe el ganado de la casa de Tethra?
¿Quién es el soldado, el dios que da a los filos forma de fortaleza de gangrena (sic)?
Soy una canción en una lanza, soy un encantamiento del viento.
Amergin entonces dividió la tierra entre sus dos hermanos, Eber tomó la mitad sureña de Irlanda, Eremon la del norte. Dentro del mismo año Érimón venció a Éber en batalla y obtuvo el reinado de la isla entera, y dos años más tarde mató a Amergin en otra batalla. La tradición local en Drogheda localiza su sitio de entierro bajo Millmount.
Algunos de los poemas galeses medievales tempranos sobre temas mitológicos atribuidos al poeta de siglo VI Taliesin en el Libro de Taliesin tienen semejanzas a aquellos atribuidos a Amergin.